# Chase Elliott
William Clyde Elliott II sau Chase Elliott (n. 28 noiembrie 1995, Dawsonville⁠(d), Georgia, SUA) este un pilot auto american. În prezent, el concurează în NASCAR Cup Series cu echipa Hendrick Motorsports în mașina numărul 9 Chevrolet Camaro ZL1 1LE sponsorizată de NAPA Auto Parts.
Elliott este singurul fiu al fostului pilot NASCAR, Bill Elliott.
Elliott a fost campionul NASCAR Nationwide Series 2014.
Debutul lui Elliott în Cup Series a început în competiția STP 500 2015. Prima sa victorie Cup Series a fost câștigată în competiția Go Bowling at The Glen 2018.

## Legături externe
- Official website